# Ford Eifel
Das PKW-Modell Ford Eifel wurde als Nachfolger des Ford Köln und als Vorgänger des Ford Taunus zwischen 1935 und 1940 in Köln-Niehl von der deutschen Ford Motor Company AG (ab 1939: Ford-Werke AG) und zwischen 1937 und 1939 auch in Ungarn und Dänemark gefertigt.

## Beschreibung
Es handelte sich um ein PKW-Modell mit Dreiganggetriebe und Vierzylinder-Seitenventil-Motor. 63,5 mm Bohrung und 92,5 mm Hub ergaben rechnerisch 1172 cm³ Hubraum. Für die Kfz-Steuer wurden 1157 cm³ errechnet. Der Motor leistete 34 PS/25 kW (bei 4250/min).
Produziert wurde der Ford Eifel in unterschiedlichen Karosserieformen (z. B. als Limousine mit zwei Türen, als Cabrio mit zwei oder vier Sitzen, als Roadster und als Kleintransporter).
Die Namensgebung leitet sich aus dem Teil eines deutschen Mittelgebirges ab, der Eifel.

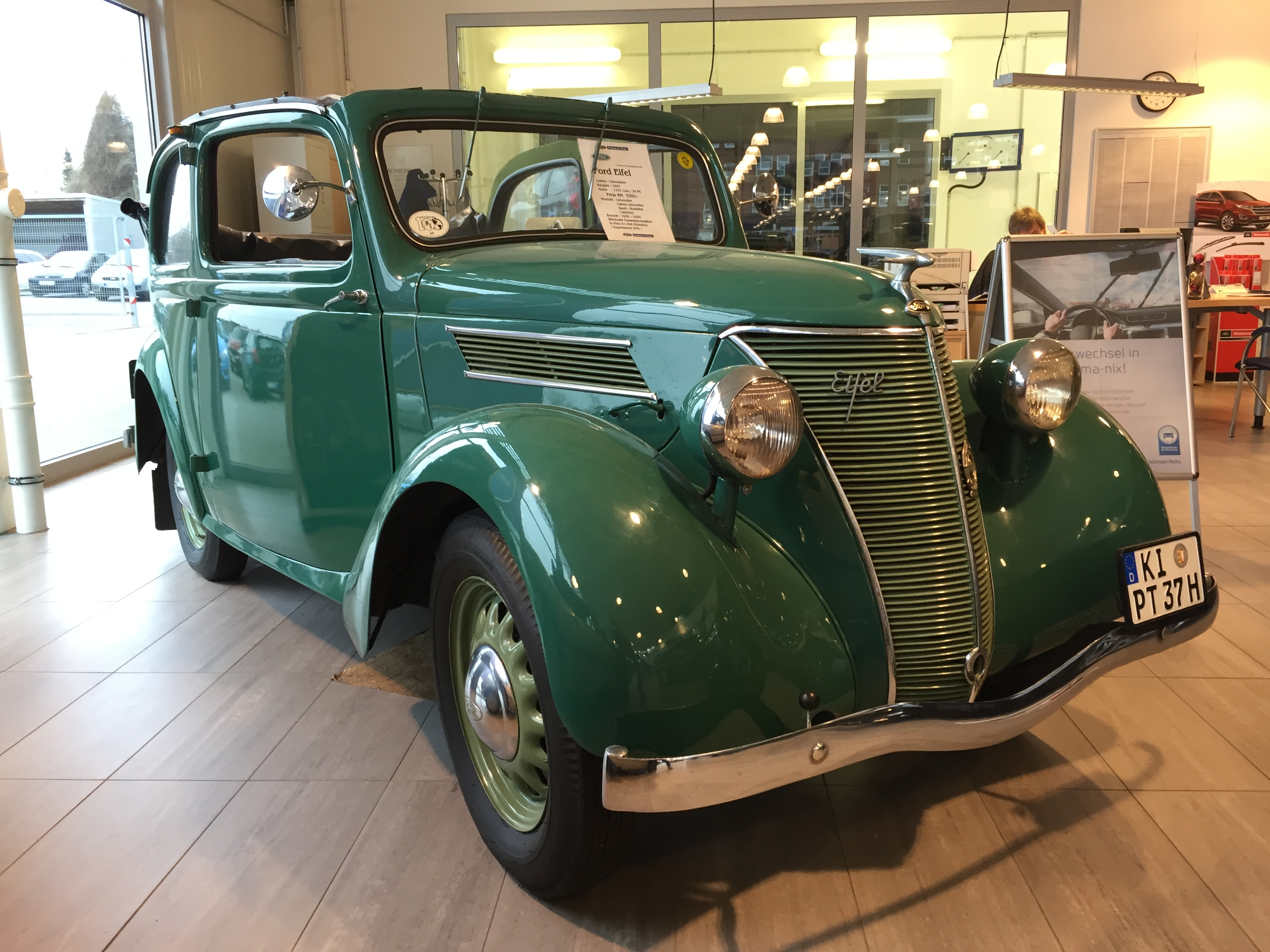
Ford Eifel Cabriolimousine (1937)

Ford Deutschland baute seit 1931 in Köln PKW, ab 1933 auch die kleinen, speziell für Europa entwickelten Modelle. Der Ford Eifel entwickelte sich zum bestverkauften Modell im Deutschen Reich. Die Verkaufszahlen zogen nochmals an, als verschiedene Karosserieformen ab 1937 von anderen deutschen Unternehmen wie Karmann (Osnabrück), Stoewer (Stettin), Hebmüller (Barmen), Drauz (Heilbronn), Ambi-Budd (Berlin), Gläser (Dresden), Hornig & Co (Meerane) oder Ihle (Bruchsal) produziert wurden. 
Die Fahrzeuge hatten 2286 mm Radstand und 1143 mm Spurweite. Limousine und Cabriolimousine waren 4000 mm lang, 1450 mm breit, 1600 mm hoch und wogen 820 kg. Das Cabriolet war mit 1420 mm etwas schmaler, mit 1420 mm flacher und wog 835 kg. Für den Roadster sind 3850 mm Länge, 1430 mm Breite, 1465 mm Höhe und 725 kg Leergewicht angegeben.
Insgesamt entstanden 61.495 Ford Eifel, mehr als die Hälfte der gesamten Ford-Produktion in Köln seit 1933. Heute gibt es weltweit noch etwa 237 Ford Eifel, von denen etwa 10 % nicht fahrbereit sind oder zurzeit restauriert werden.
In Großbritannien und Spanien entstand zwischen 1934 und 1937 der fast baugleiche Ford Modell C Junior.

### Umbau zu Notschleppern
Zu Kriegszeiten, ab circa 1940, wurden viele Modelle aus kriegsbedingtem Mangel an LKWs zu sogenannten Hilfs- oder Notschleppern umgebaut. Dazu wurden vom Werk verstärkte Hinterachsen angeboten, die weiter hinten saßen, um den Drehpunkt bei großer Anhängelast zu verschieben. Die neue Achse wurde hierbei über eine Kette von der ursprünglichen Achse angetrieben. Der Notschlepper wurde mit Gas angetrieben und die Gastanks quer am Heck des Fahrzeuges montiert.

## Bilder

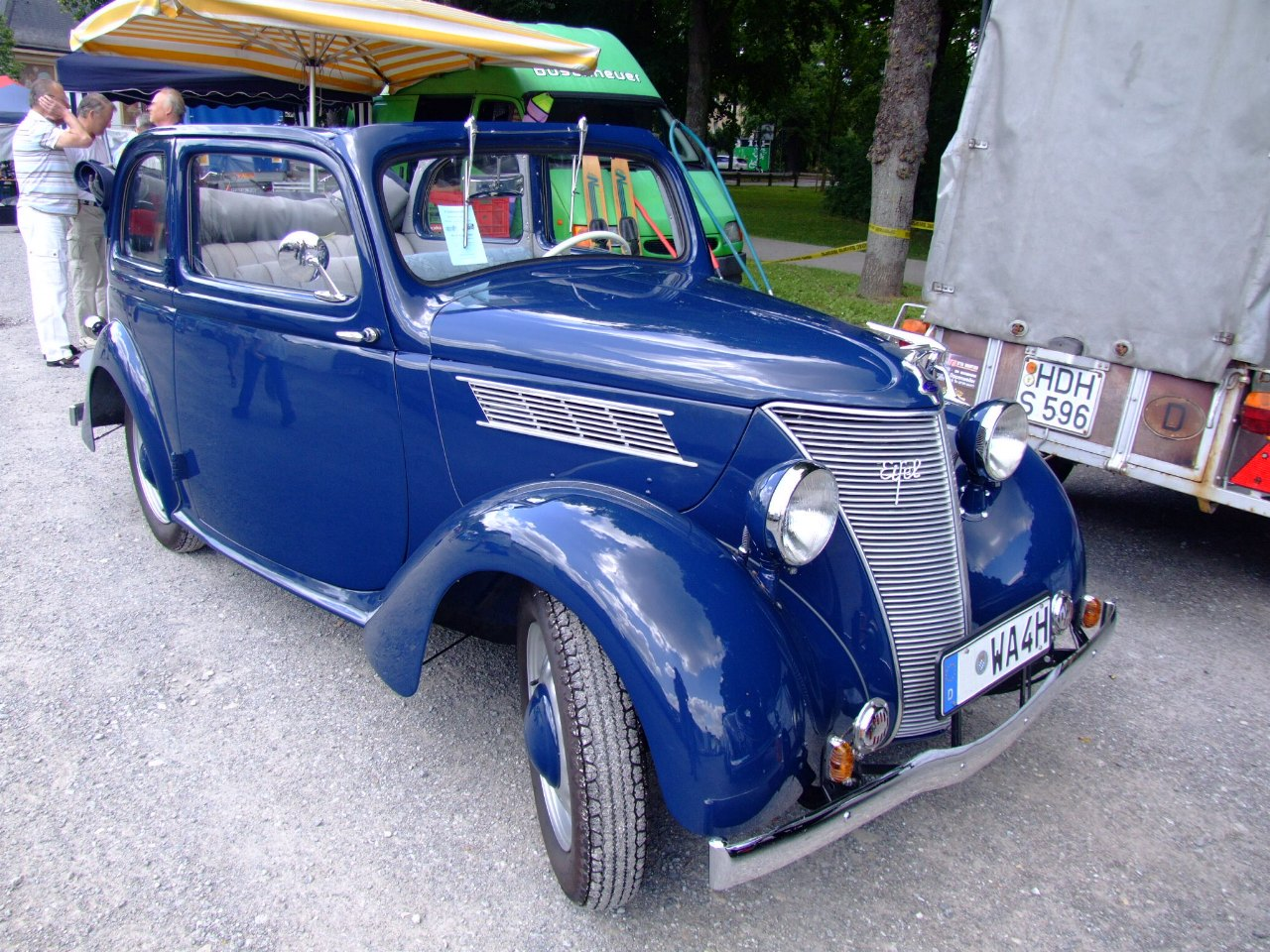
Ford Eifel
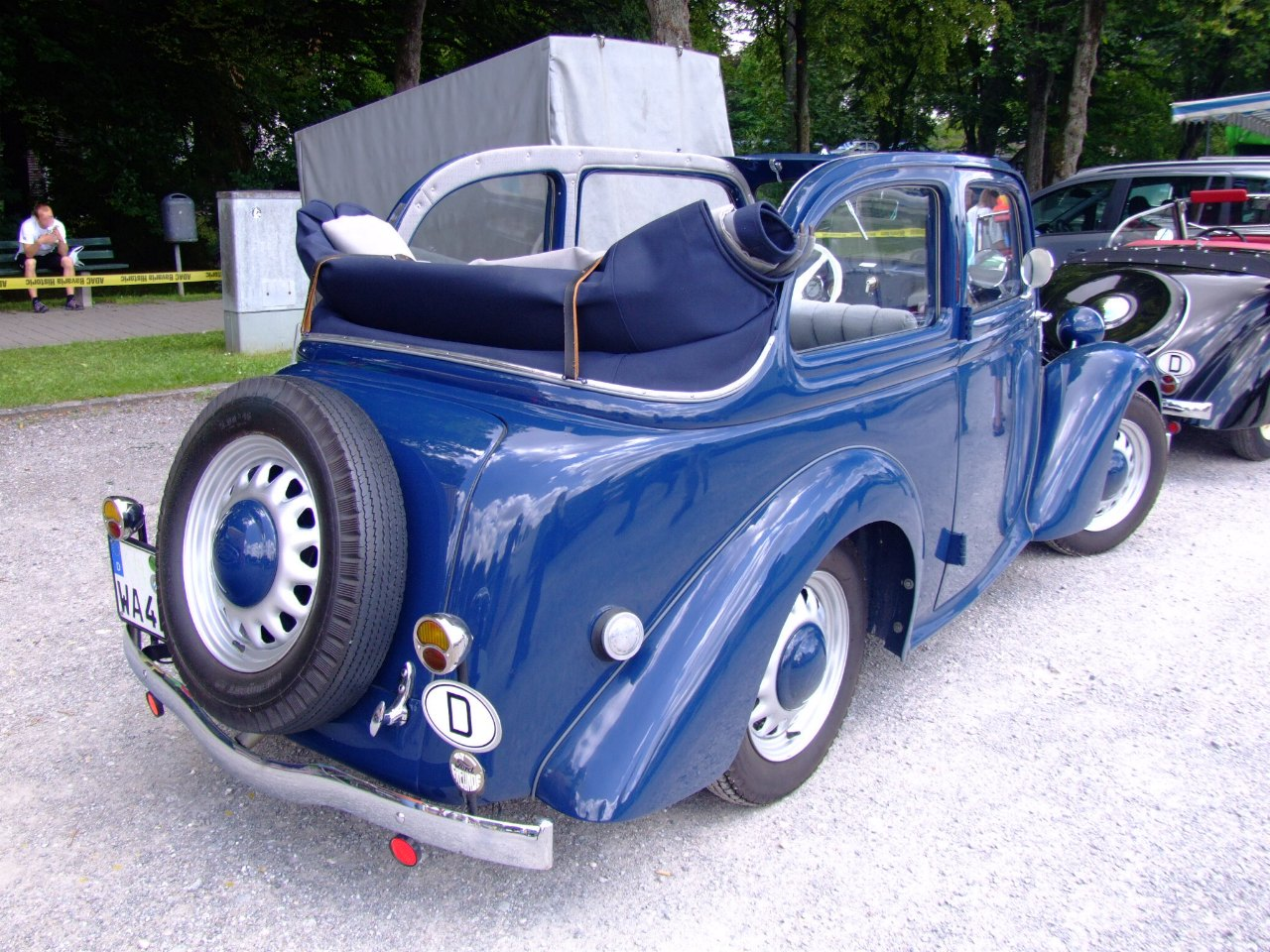
Ford Eifel
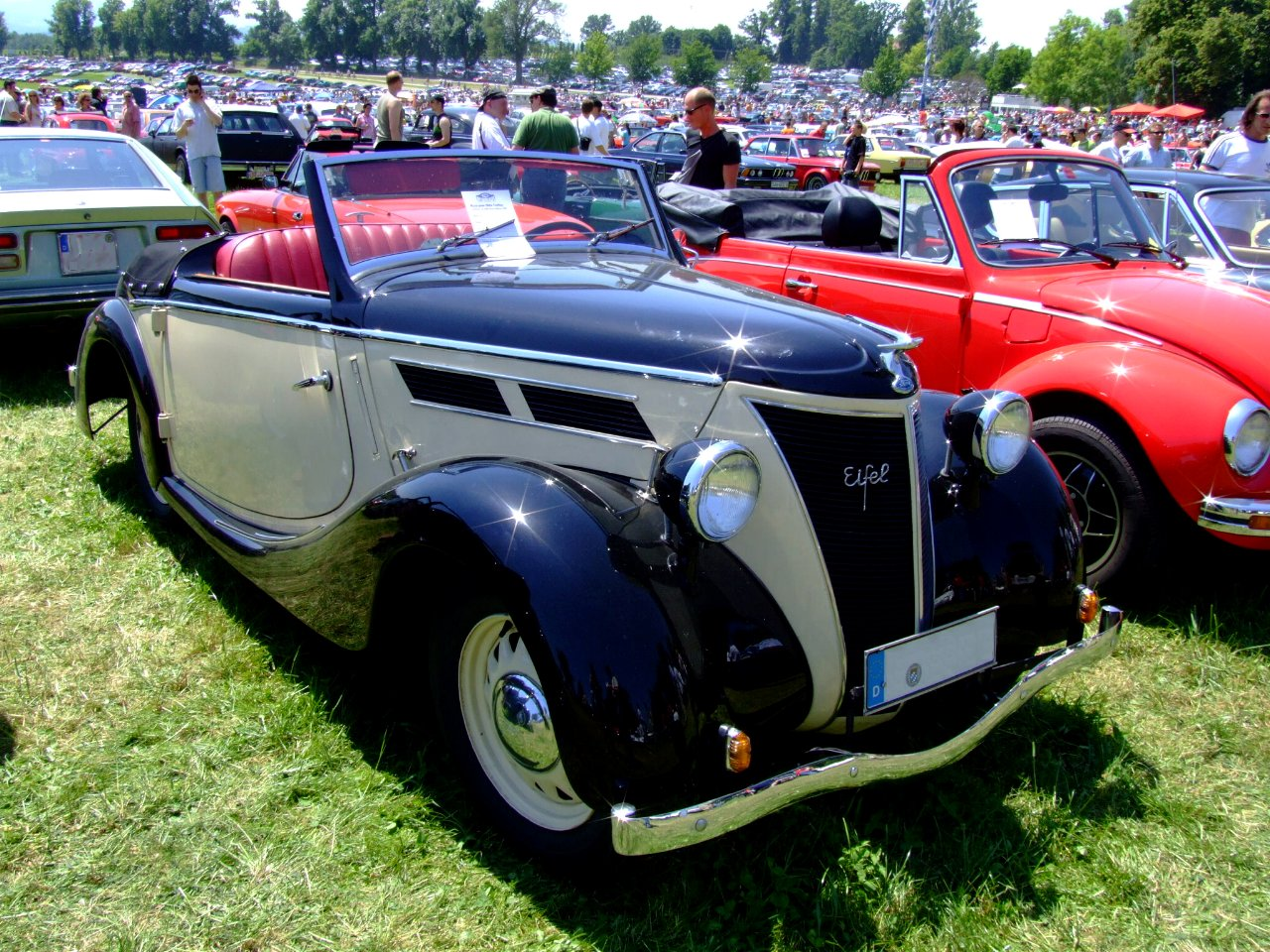
Ford Eifel (1938)
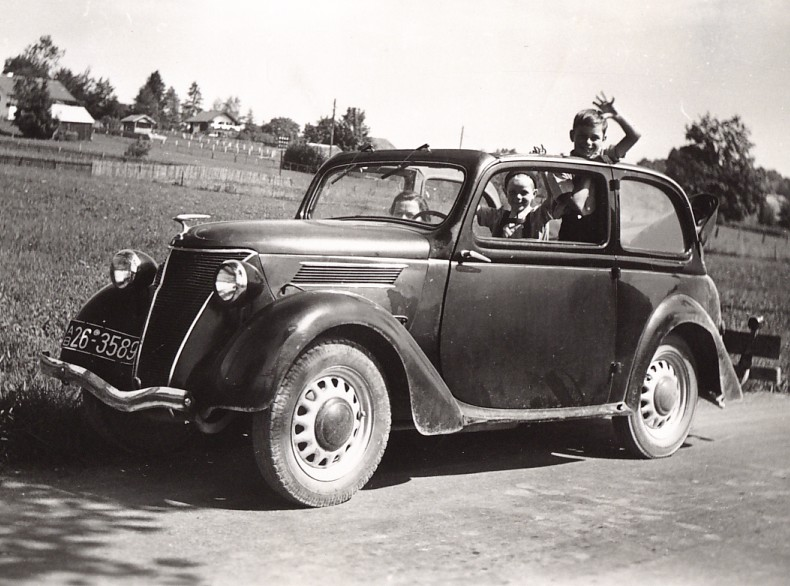
Ford Eifel (1936)
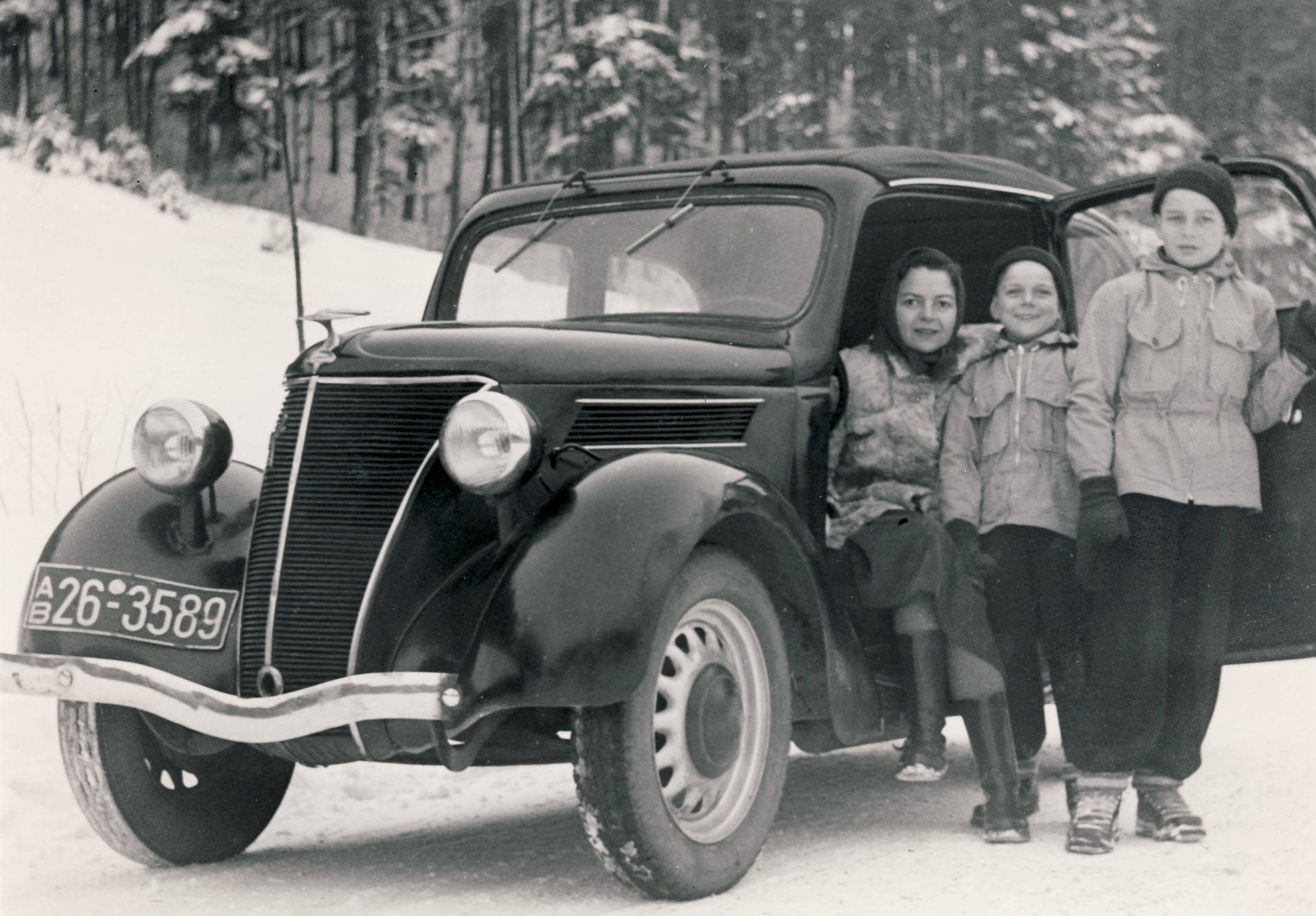
Ein Ford Eifel mit „AB“-Kennzeichen, Bayern (1952)